# NGC 5683
NGC 5683 is een balkspiraalstelsel in het sterrenbeeld Ossenhoeder. Het hemelobject werd op 13 april 1850 ontdekt door Johnstone Stoney, assistent van de Ierse astronoom William Parsons.

## Synoniemen
- MCG 8-27-3
- MK 474
- ZWG 248.9
- KUG 1433+488
- NPM1G +48.0275
- PGC 52114